# Eunogyra curupira
Eunogyra curupira is een vlindersoort uit de familie van de prachtvlinders (Riodinidae), onderfamilie Riodininae.
Eunogyra curupira werd in 1868 beschreven door H. Bates.